# Peter Bedford
Peter Alexander Bedford est un homme politique britannique du Parti conservateur qui est député de Mid Leicestershire (en) depuis 2024 ,.
Bedford étudie le droit à l'Université de Leicester. Après avoir obtenu son diplôme universitaire, il obtient son diplôme d'expert-comptable auprès de PwC.